# Guerra Federal
A Guerra Federal (também conhecida como Guerra Longa, ou Guerra dos Cinco Anos) foi o confronto militar entre tendências conservadoras e liberais na Venezuela do século XIX. É considerado o confronto bélico mais longo e mais sangrento para Venezuela depois de sua independência. Os conservadores, a oligarquia surgida da guerra independentista, opuseram-se a modificar a ordem social estabelecida desde a colônia, imperturbável depois da guerra de independência da Venezuela, incluindo entre outras coisas o sistema eleitoral. Por outro lado, os liberais, proclamavam os ideais de liberdade e igualdade.
Durante a guerra, os liberais eram conhecidos com o nome de federalistas, já que o federalismo e a autonomia das províncias eram suas reivindicações principais.

## O conflito
A Tomada de Coro em 20 de fevereiro de 1859 foi o fato que deu início à Guerra Federal. O comandante Tirso Salaverría ocupou o quartel de Coro, apoderando-se de uns 900 fuzis. No dia seguinte lançou o Grito da Federação. Depois, em março Ezequiel Zamora desembarcou em Coro junto aos demais líderes federais (exceto Juan Crisóstomo Falcón), que tinham sido exilados nas Antilhas.
O primeiro importante confronto foi a Batalha de Santa Inés, em 10 de dezembro de 1859, com uma vitória dos federais capitaneados por Ezequiel Zamora. Esta vitória permitiu a Zamora assentar o domínio federal nas planícies venezuelanas e preparar o avanço dos liberais para o centro do país.
No marco desta ofensiva liberal, as tropas de Zamora cercaram San Carlos em janeiro de 1860. O cerco prolongou-se durante uma semana, supondo a morte do próprio Ezequiel Zamora e um elevado custo militar para os federais. Depois da morte de Zamora, Juan Crisóstomo Falcón iniciou o avanço para a cidade de Valencia com a intenção de tomá-la. No entanto as tropas rebeldes estavam muito debilitadas depois do cerco de San Carlos, ao mesmo tempo que os conservadores começavam a receber reforços, pelo que Falcón teve que evitar em várias ocasiões o combate com as tropas governamentais e se desviar de Apure.
Finalmente, em fevereiro de 1860, aconteceu um confronto conhecido como a batalha de Coplé, resultando uma vitória conservadora que o general governamental León de Febres Cordero não soube aproveitar. Os federais puderam retirar-se em boa ordem sem ter sofrido grandes danos. Depois desta derrota Falcón dividiu seu exército para executar várias guerrilhas nas diferentes partes do país enquanto ele marchava para a Colômbia e depois a outros países do Caribe para conseguir apoios e reforços. No entanto estas guerrilhas não foram efetivas e se encontraram em muitas ocasiões a mercê das perseguições do exército conservador em ação contra os federalistas venezuelanos da Província de Portuguesa.
Apesar de tudo, em pouco tempo o exército federal começa a aumentar e a fortalecer graças aos reforços e apetrechos conseguidos por Falcón. Este volta a ingressar na Venezuela em julho de 1861 desdobrando uma intensa atividade militar. Em dezembro, aconteceram mal-sucedidas negociações de paz. Finalmente, o desgaste civil e econômico junto aos avanços finais dos federalistas obrigaram a procurar uma solução negociada, cuja mais consagrada foi o Tratado de Coche, em abril de 1863.

## Consequências
Foi o conflito mais sangrento da Venezuela; morreram mais de 100 000 pessoas numa nação com menos de 50 anos de independência que não chegava a milhões de pessoas.
O custo maior destes cinco anos de guerra civil recaiu sobre a população. Teve 175 000 mortos, em sua maioria camponeses, pois já que tratava-se de uma sociedade rural; 9,5 % de uma população total de quase 1 800 000 pessoas.